# Hetty Goldman
Hetty Goldman (* 19. Dezember 1881 in New York; † 4. Mai 1972) war eine US-amerikanische Archäologin. Sie ist insbesondere für ihre Forschungen zu den Kontakten Griechenlands zum Nahen Osten bekannt. Goldman war eine der ersten Frauen, die in Griechenland und der Türkei als Ausgräberinnen wirkten.

## Kindheit und Ausbildung
Hetty Goldman war das dritte der vier Kinder von Sarah Adler und Julius Goldman, einem wohlhabenden Rechtsanwalt. Beide Eltern hatten deutsche Wurzeln: Ihr Großvater mütterlicherseits, Samuel Adler (1809–1891), war 1856 als reformjüdischer Rabbiner aus Deutschland in die USA ausgewandert; ihr Großvater väterlicherseits Marcus Goldman kam 1848 aus Deutschland in die USA und begründete dort eine Bank, aus der später Goldman Sachs entstand. Hetty Goldman und ihre Geschwister besuchten alle die von ihrem Onkel Julius Sachs (1849–1934) gegründete Sachs School for Boys beziehungsweise Girls, wo Wert auf eine klassische Bildung gelegt wurde. Julius Sachs war Klassischer Philologe und begeisterte seine Nichte schon früh für die Altertumswissenschaft.
Hetty Goldman erhielt 1899 ein Stipendium des Bryn Mawr College, wo sie 1903 ihren Abschluss in Englisch und Altgriechisch machte. Daraufhin studierte sie von 1903 bis 1904 ein Jahr lang an der Columbia University in New York. Danach unternahm sie eine Reise nach Italien, wo sie viele archäologische Stätten besuchte, um ab 1906 ihr Studium in New York weiterzuführen. 1909 machte sie ihren Master-Abschluss am Radcliffe College in Klassischer Philologie und Archäologie mit einer Arbeit über die Darstellungen der Orestie in der griechischen Vasenmalerei.

## Archäologische Arbeit
1910 bekam sie als erste Frau ein Stipendium der Harvard University an der American School of Classical Studies in Athen. Anfangs brachte man ihr dort einiges Misstrauen entgegen, und als sie sich um eine Grabungsgenehmigung für Eutresis in Böotien bewarb, wurde sie mit der Begründung abgelehnt, sie könne von der Arbeit überfordert sein. 1911 wurde sie aber gemeinsam mit Alice Lesley Walker als Leiterin der Grabungen in Halai in der östlichen Lokris eingesetzt. Finanziell unterstützt von Goldmans Vater gruben sie zuerst die Akropolis der Stadt und einige Gräber aus. Nachdem ihr Stipendium bis 1912 verlängert worden war, verbrachte Goldman einige Zeit mit dem Studium der Funde, die ins Archäologische Museum von Theben und ins Archäologische Nationalmuseum in Athen gelangten, und nahm für kurze Zeit an den Grabungen in Delphi und auf der Athener Akropolis teil. 1912 plante sie die zweite Grabungskampagne in Halai, musste die Arbeiten allerdings wegen des Ausbruchs des Ersten Balkankrieges unterbrechen. Sie blieb in Athen und vertiefte ihre Analysen der Funde. Nach dem ersten Waffenstillstand unternahm sie 1913 und 1914 weitere Grabungen in Halai, bei denen sie auch die römischen und byzantinischen Teile der Stadt erforschte. 1915 begann sie mit der Publikation der Ergebnisse. 1916 erhielt sie ihren Ph.D. vom Radcliffe College für ihre Dissertation über die Terrakotta-Figuren aus der Nekropole von Halai. Nach dem Krieg nahm sie die Grabungen in Halai wieder auf und publizierte ihre überarbeitete Dissertation.
1920 wurde Goldman vom Fogg Art Museum der Universität Harvard zur Leiterin neuer Grabungen ernannt. Mit ihrem Kommilitonen Carl Blegen, der als Repräsentant der American School mit ihr gemeinsam das Projekt leiten sollte, unternahm sie eine Forschungsreise an die Westküste der Türkei. Ihre Wahl fiel schließlich auf die damals noch unerforschte ionische Stadt Kolophon. Mit Unterstützung der griechischen Armee begannen sie 1922 mit den Grabungen und legten Teile der Wohnhäuser und Heiligtümer und einige Gräber frei, die bis in die Bronzezeit zurückreichten. Noch im selben Jahr mussten sie aber wegen der Niederlage Griechenlands im Griechisch-Türkischen Krieg die Forschungen abbrechen.
Eine neue Kampagne in Kolophon unternahmen sie 1925. In der Zwischenzeit konzentrierte sich Goldman wieder auf ihre Arbeiten auf dem griechischen Festland. Sie führte einige ergänzende Grabungen in Halai durch und nahm an Grabungen in Phleius teil. Außerdem plante sie eine Grabungskampagne in Eutresis, für die sie diesmal als Leiterin akzeptiert wurde. Die Entdeckung von Siedlungen aus dem Früh- und Mittelhelladikum in Eutresis weckte Goldmans Interesse an der prähistorischen Zeit in Griechenland.
Nach dem Abschluss der Grabungen in Eutresis wurde Goldman Gastdozentin an der Johns Hopkins University in Baltimore. Außerdem unternahm sie auf einer Reise nach Jugoslawien mit führenden jugoslawischen Archäologen ein großflächiges Survey. 1932 übernahm sie die Leitung eines Teils der neu begonnenen Ausgrabungen in Starčevo, wo sie das neolithische Material studierte. In den Jahren 1932–34 beaufsichtigte sie außerdem die Bearbeitung der griechischen und römischen Keramik aus den Grabungen auf der Agora von Athen.
Die Entdeckung mykenischer Keramik in Kilikien in der Südtürkei weckte erneut Goldmans Interesse an der türkischen Archäologie. Sie brach 1934 zu einem Survey in Kilikien auf und begann neue archäologische Forschungen in Tarsus. Ihr Forschungsschwerpunkt lag auf den Kontakten der Hethiter nach Griechenland. Die Ausgrabungen erbrachten erhebliche Fortschritte in der Chronologie der hethitischen Keramik.
1936 wurde Hetty Goldman – wieder als erste Frau – Professorin am Institute for Advanced Study in Princeton. Die Grabungen in Tarsus führte sie dabei fort, auch als 1938 nach dem Beginn des Zweiten Weltkrieges die politische Situation in Europa unsicherer wurde. 1938 kehrte Goldman in die USA zurück, weil ihr Vater krank wurde. Nach dem Tod ihres Vaters Ende 1938 blieb sie zunächst in Princeton, wo sie sich für den Ausbau des archäologischen Fachbereichs und insbesondere für die Förderung junger Archäologinnen einsetzte. Sie publizierte weitere Auswertungen der Grabungen in Halai und Tarsus.
1947 ließ sich Goldman von der Universität beurlauben und unternahm einen abschließenden Besuch in Tarsus gemeinsam mit der Architektin Theresa Goell, die später die Leitung der Grabungen übernahm. Dies war Goldmans letzte Feldkampagne. Im selben Jahr wurde bei ihr ein Gehirntumor diagnostiziert. Sie überlebte eine Operation, zog sich danach aber aus der Feldarbeit zurück und ließ sich emeritieren. Sie besuchte aber weiterhin verschiedene archäologische Grabungen und veröffentlichte unter anderem mit John Garstang eine vergleichende Studie der Grabungen in Tarsus und Mersin-Yumuktepe. Die abschließenden Ergebnisse der Grabungen aus Tarsus veröffentlichte sie in mehreren umfangreichen Bänden. Bis zum Ende ihres Lebens unternahm sie Reisen und hielt wissenschaftliche Vorträge.

## Weiteres Engagement
Als sie wegen des Ersten Balkankrieges ihre archäologische Arbeit unterbrechen musste, meldete sich Hetty Goldman als Freiwillige für das Amerikanische Rote Kreuz und begann, als Krankenschwester in Thessaloniki zu arbeiten.
Während des Ersten Weltkrieges arbeitete sie erneut für das Rote Kreuz, um den Kriegsopfern unter den Mitgliedern der jüdischen Gemeinde in Thessaloniki zu helfen. Dieses Engagement führte sie auch in andere Städte mit wichtigen jüdischen Gemeinden auf dem Balkan.
Während ihrer Zeit als Professorin in Princeton setzte sie sich weiterhin für Kriegsopfer in Griechenland ein und war Mitbegründerin des American School Committee for Aid to Greece. Sie wurde außerdem Mitglied des Committee on Education for the Community War Services Committee of Princeton, das Wissenschaftler unterstützte, die vor dem Nationalsozialismus in die USA geflohen waren.
In Griechenland und der Türkei kämpfte Hetty Goldman gegen den illegalen Antikenhandel und setzte sich für das Verbleiben von Funden in diesen Ländern ein. So kaufte sie zum Beispiel in Tarsus aus dem lokalen Kunsthandel Münzen aus den nahegelegenen Ausgrabungen zusammen und schenkte sie dem Museum von Adana.

## Ehrungen
1950 wurde Goldman in die American Academy of Arts and Sciences gewählt. 1966 wurde sie als zweite Person nach Carl Blegen mit der Gold Medal for Distinguished Achievement des Archaeological Institute of America ausgezeichnet.